# Freeflying

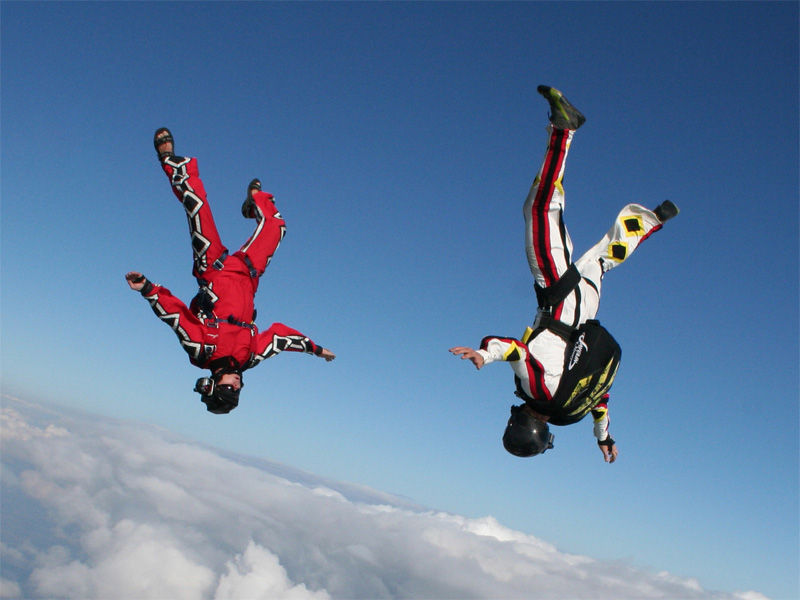
Fallschirmspringer im Headdown

Freeflying ist eine der jüngsten Disziplinen im Fallschirmsport. Ende der 1980er-Jahre vom Deutschen Olav Zipser und späteren Gründer der „1st School of Modern Skyflying“ gemeinsam mit Mike Vail, Charles Bryan, Omar Alhegelan und Stefania Martinengo erfunden, hat es sich zu einer anerkannten Sportart entwickelt. Heute werden internationale Wettbewerbe wie die „Space Games“ ausgetragen.
Freeflying unterscheidet sich dadurch von anderen Disziplinen im Fallschirmsport, dass der Fallschirmspringer nicht an eine bestimmte Fluglage gebunden ist, wie die Bauchlage beim Formationsspringen. Typische Fluglagen sind stattdessen über Kopf (Headdown), im Stehen (Standup), im Sitzen (Sitfly), jedoch ist jede erdenkliche Position möglich.
Dabei werden Geschwindigkeiten von 240 bis 350 km/h erreicht.

## Entstehung
Die Geburtsstunde des Freeflying in der Welt des Fallschirmspringens geht auf Olav Zipser zurück: 1986, kurz nach Abschluss seines AFF-Kurses, überschritt er die Grenzen des traditionellen Fallschirmspringens und erforschte schnelles Fliegen, diagonales Fliegen, mehrfache Rotationen und sogar das Fliegen in großen Formationssprüngen. In dieser Zeit leistete er Pionierarbeit für das Konzept des Freeflying, das er als eine Kunstform ansah, die ein breites Spektrum an Manövern, Geschwindigkeiten, Drehungen und Richtungen umfasst, ohne dabei die Kontrolle am Himmel zu verlieren.
Die ersten offiziellen Freestyle-Weltmeisterschaften, die 1991 in Vero Beach, Florida, stattfanden, markierten die öffentliche Einführung des Freiflugs. Zipser präsentierte die radikale Kopf-nach-unten-Position und verblüffte damit die Konkurrenten, die traditionelle Manöver praktiziert hatten. Er tourte monatelang durch Amerika und Europa, um sein Wissen weiterzugeben und seine Kunststücke in der Luft vorzuführen, wie z. B. an der Flugzeugtür zu hängen und unglaubliche Manöver zu vollführen.
1993 wurden Olav Zipser und Mike Vail Weltmeister bei der Freestyle-Weltmeisterschaft und zeigten innovative und interaktive Flugtechniken. 1995 gründete Olav Zipser die erste School of Modern Skyflying, die sich für eine angemessene Sicherheitseinweisung und Videodokumentation für Freeflyer einsetzte.

## Bekanntwerden
Das Jahr 1996 markierte einen wichtigen Meilenstein, als das Freeflying durch den Fernsehsender ESPN einem weltweiten Publikum vorgestellt wurde. Eine Freeflying-Tour wurde ins Leben gerufen, die Fallschirmspringer auf der ganzen Welt dazu inspirierte, diese aufregende Disziplin zu entdecken.
1997 sprang die Popularität des Freeflying sprunghaft an, und fast 200 Freeflyer aus verschiedenen Ländern nahmen am zweiten Freefly-Festival teil. Schwarmtauchgänge, bei denen die koordinierten Bewegungen von Vögeln oder Fischen nachgeahmt werden, wurden zu einem wichtigen Bestandteil der Freeflying-Landschaft.
Die Space Games trugen ab 1998 zur Popularität und Bekanntheit des FreeFlying bei. Dabei diente eine "Weltraumkugel" als Messgerät, das eine konstante Geschwindigkeit und Richtung vorgab, aus der heraus die einzelnen Athleten trainiert, bewertet, und beurteilt werden konnten.
Im Jahr 2000 wurde FreeFly von der International Parachute Commission (IPC) als Flugdisziplin anerkannt und die ersten offiziellen nationalen FreeFly-Meisterschaften wurden weltweit ausgetragen.

## Rekorde
Die weltweit größte vertikale (kopfüber) Formation fand am Freitag, dem 31. Juli 2015, statt, als sich ein multinationales Team von 164 Fallschirmspringern mit Geschwindigkeiten von über 300 km/h über Skydive Chicago in Ottawa, Illinois, Vereinigte Staaten, verband.
Marc Hauser stellte im Oktober 2012 in Empuriabrava, Spanien, den Weltrekord für den schnellsten horizontalen freien Fall mit 304 km/h ohne Spezialausrüstung auf.
Im Jahr 2022 stellten Fallschirmspringerinnen aus 22 verschiedenen Ländern mit 80 Freifliegerinnen in Formation über Eloy, USA, einen neuen Weltrekord im freien Fall einer rein weiblichen Formation auf. Der erste Versuch des Rekordsprungs war für 2020 geplant, dem 100. Jahrestag des Frauenwahlrechts, wurde aber wegen der Covid-Pandemie verschoben.